# Karpefisk
Karpefisk tilhører overordenen Ostariophysi. Fisk der tilhører Ostariophysi har det weberske apparat til at høre højfrekvente lyde med. Karpefisk har kun en enkelt rygfinne og har tænder i halsen (eng. pharyngeal teeth) i stedet for munden. Andre fisk har en kødfuld ekstra adipose finne.
Den mest bemærkelsesværdige familie blandt karpefiskene er karperne og elritserne. De udgør den største familie af fisk med medlemmer på alle kontinenter undtagen Australien. De lever næsten kun i ferskvand.
- Orden Karpefisk (Cypriniformes)
  - Cyprinoidea
    - Karpefamilien Cyprinidae
      - Gobioninae
      - Leuciscinae
        - Abramis
          - brasen (eng. bream) abramis brama

        - Phoxinus
          - elritse Phoxinus phoxinus

        - Rutilus
          - skalle Rutilus rutilus

        - Tanichthys
          - hvid skybjerg tanichthys albonubes

      - Cyprininae
        - Balantiocheilus
          - Carassius
            - Guldfisk Carassius auratus

          - sølvhaj balihaj Balantiocheilus melanopterus
          - karuds karudse carassius carassius
          - suder tinca tinca
          - karpe cyprinus carpio

        - Sinocyclocheilus
          - Sinocyclocheilus donglanensis

    - Sugekarper Catostomidae
    - Gyrinocheilidae (nogle algeædere)
      - Gyrinocheilus aymonieri

    - Smerlingfamilien Cobitidae
      - Cobitinae
        - kuhli ål acanthophthalmus kuhli

## Eksterne adresser med dansk indhold
- Lars Skipper: alverdens fisk Arkiveret 5. august 2003 hos  Wayback Machine
- Lars Skipper: Fisk Arkiveret 20. oktober 2003 hos  Wayback Machine
- Vad heter fisken egentligen? Arkiveret 3. oktober 2003 hos  Wayback Machine Tabel med bl.a. nordiske og latinske navne.
- Akvariefisk:
  - Akvariesiden.dk: arter Arkiveret 1. august 2003 hos  Wayback Machine

## Eksterne adresser
- Markku Savela: Life, Cypriniformes
- NCBI Taxonomy entry